# Liste der Ortschaften im Bezirk Eisenstadt-Umgebung
Die Liste der Ortschaften im Bezirk Eisenstadt-Umgebung enthält die Gemeinden und ihre zugehörigen Ortschaften im burgenländischen Bezirk Eisenstadt-Umgebung (in Klammern stehen die Einwohnerzahlen zum Stand 1. Jänner 2024):
- Breitenbrunn am Neusiedler See (1909)

- Donnerskirchen (1881)

- Großhöflein (2091)

- Hornstein (3312)

- Klingenbach (1260)

- Leithaprodersdorf (1242)

- Loretto (522)

- Mörbisch am See (2213)

- Müllendorf (1466)

- Neufeld an der Leitha (3621)

- Oggau am Neusiedler See (1702)

- Oslip (1290)

- Purbach am Neusiedler See (3017)

- Sankt Margarethen im Burgenland (2710)

- Schützen am Gebirge (1447)

- Siegendorf (3247)

- Steinbrunn (3028)

- Stotzing (832)

- Trausdorf an der Wulka (2156)

- Wimpassing an der Leitha (1741)

- Wulkaprodersdorf (1947)

- Zagersdorf (1138)

- Zillingtal (1020)